# Dezeta
DZ (Dezeta, DeZeta) – bezpokładowy jacht mieczowy wiosłowo-żaglowy (dziesięciowiosłowy, skrót DZ pochodzi od "Dziesięć Załogi") o ożaglowaniu kecza gaflowego, kadłub drewniany lub z tworzywa sztucznego. Powierzchnia ożaglowania ok. 30 m², maksymalna załoga 12 osób.
Zaprojektowany na początku XX wieku w 1905 r. w Niemczech jako łódź ratowniczo-robocza przeznaczona do nauki żeglarstwa dla młodzieży. Na polskim śródlądziu najczęściej spotykany jako jacht dwumasztowy. W 2003 r. pływało ok. 150 jednostek tego typu. W Polsce użytkowany jako jednostka szkoleniowa (manewrowanie, wiosłowanie), oraz był wykorzystywany do prowadzenia kursów i egzaminów na patent sternika jachtowego.

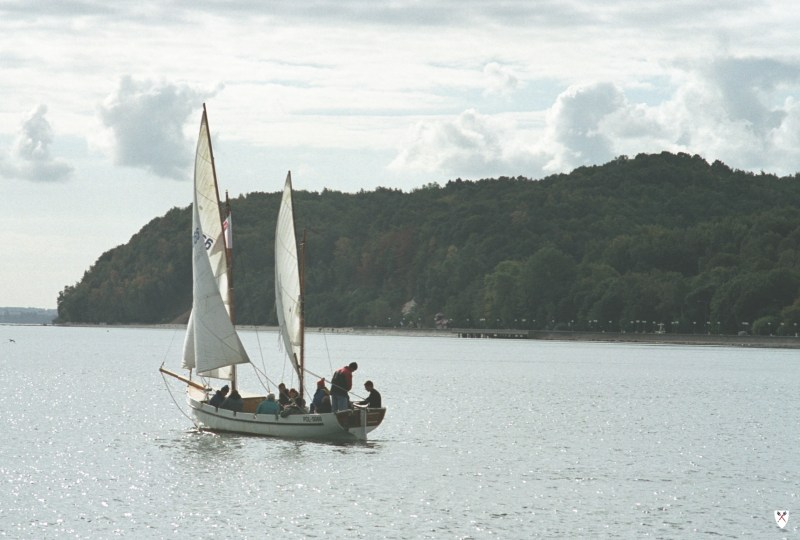
DZ

Wyposażenie:
- dwa maszty
- trzy podstawowe żagle
  - fok – 3,90 m²
  - grot – 15,70 m²
  - bezan – 9,50 m²

- pięć par wioseł
- miecz
- kadłub bez pokładu okrągłodenny
- znak klasy – litery DZ